# Sumoll
Le sumoll N est un cépage de cuve noir espagnol, (une variété blanche existe également) et fait partie des variétés autorisés pour la vinification en Catalogne. Il s'agit d'une variété rustique et résistante à la sécheresse, dont la grappe a une forme plutôt allongée et les raisins épais et allongés eux aussi.
Avec moins de 100 hectares cultivés dans toute la Catalogne, le sumoll est une variété peu présente dans le paysage œnologique espagnol, et ce pour plusieurs raisons. Tout d'abord il s'agit d'un cépage relativement difficile à travailler, les raisins une fois mûrs tombent rapidement au sol, et le rendement est assez faible. Jusqu'il y a peu, il était fréquemment considéré comme étant de "mauvaise qualité" et avait souffert de nombreux arrachages. On lui a aussi longtemps reproché la couleur du vin obtenu, atypique par sa relative transparence en comparaison aux vins traditionnellement sombres produits en Espagne.
Depuis le début des années 2000 néanmoins, le Sumoll connait une certaine renaissance grâce aux efforts de divers vignerons qui produisent actuellement des sumoll de grande qualité. Parmi les principales caves on peut citer :
- Viticultors del Montgrós
- El Celler Pardas
- Jané Ventura
- Heretat Mont-Rubí
- Can Ràfols dels Caus

## Origine
Ce cépage est issu du vignoble de Catalogne.

## Aptitudes

### Culturales
Ce cépage est résistant à la sécheresse et se montre rustique envers les maladies cryptogamiques, il est aussi très sensible aux gelées printanières et de maturation lente. 

### Œnologiques
Il donne un vin léger en arômes, de faible titre alcoométrique et de faible concentration polyphénolique. 

## Sources